# ليندا باسيت
ليندا باسيت (بالإنجليزية: Linda Bassett)‏ هي ممثلة بريطانية، ولدت في 4 فبراير 1950 بكنت في المملكة المتحدة.

## أعمال

### أفلام
- (1997) أوسكار ولوسيندا[2][3]
- (2002) الساعات[4]
- (2008) القارئ[5][6]

## وصلات خارجية
- ليندا باسيت على موقع IMDb (الإنجليزية)
- ليندا باسيت على موقع ألو سيني (الفرنسية)
- ليندا باسيت على موقع أول موفي (الإنجليزية)
- ليندا باسيت على موقع قاعدة بيانات الأفلام السويدية (السويدية)
- ليندا باسيت على موقع قاعدة بيانات الفيلم (الإنجليزية)
- ليندا باسيت على موقع كينوبويسك (الروسية)